# Helladotherium duvernoyi
L'elladoterio (Helladotherium duvernoyi) è un mammifero artiodattilo estinto, appartenente ai giraffidi. Visse nel Miocene superiore (circa 9 milioni di anni fa) e i suoi resti fossili sono stati ritrovati in Europa, Asia e Africa. 

## Descrizione
Questo animale aveva una corporatura massiccia, e le dimensioni erano notevoli: poteva superare i due metri al garrese. Le ossa delle zampe indicano che questo animale possedeva estremità slanciate ma molto forti; rispetto ad altri giraffidi coevi come Samotherium, le ossa erano più robuste. Il cranio è ben conosciuto soprattutto grazie al ritrovamento di un esemplare femmina (sulla base di un raffronto con un cranio femminile di una specie molto ben conosciuta, Sivatherium giganteum) e così non si è certi della presenza e della disposizione di corna (ossiconi) nei maschi. Il cranio femminile, in ogni caso, era sprovvisto di corna e possedeva un muso insolitamente corto, soprattutto se paragonato a quello di altri giraffidi come Samotherium e Palaeotragus. 

## Classificazione
Helladotherium è noto attraverso resti fossili rinvenuti principalmente in Europa orientale (Grecia, Macedonia del Nord, Moldova, Bulgaria, Ucraina) e la specie tipo (Helladotherium duvernoyi) è stata descritta per la prima volta da Gaudry nel 1860. Altri fossili attribuiti a questo genere sono stati ritrovati in Africa settentrionale (Tunisia) e in Asia (Turchia, India). 

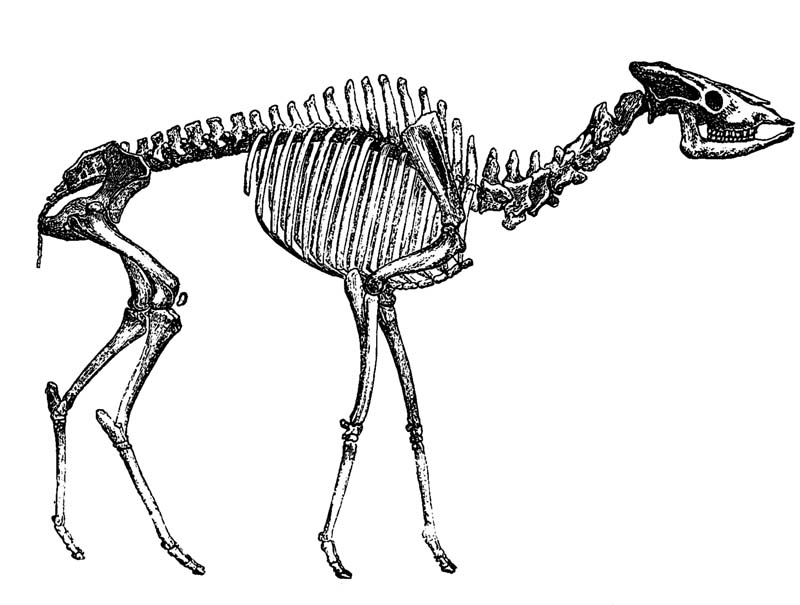
Ricostrusione dello scheletro di Helladotherium duvernoyi

Helladotherium è stato a lungo considerato un possibile antenato dell'attuale okapi, ed è stato poi messo in relazione con il genere Samotherium; rispetto a quest'ultimo, però, Helladotherium possedeva un cranio di forma molto diversa, con molari più grandi e una dentatura leggermente più primitiva; successivi studi hanno determinato che la morfologia di questo animale è più vicina ai sivaterini, un gruppo di giraffidi di grandi dimensioni e dotati di ampie corna simili a quelle degli alci.
Helladotherium è considerato uno dei sivaterini più antichi e primitivi, affine allo spagnolo Decennatherium e a Birgerbohlinia, vissuta in Europa nel medesimo periodo.

## Curiosità
Un dipinto rupestre in una caverna dell'Algeria sembrerebbe testimoniare la presenza di un animale simile a Helladotherium almeno fino al Pleistocene superiore (Joleaud, 1937). Si suppone, però, che questo dipinto potrebbe rappresentare un altro animale di grandi dimensioni (forse una femmina di Sivatherium).